# Lisa Ann Hadley
 (mars 2023).
Si vous disposez d'ouvrages ou d'articles de référence ou si vous connaissez des sites web de qualité traitant du thème abordé ici, merci de compléter l'article en donnant les références utiles à sa vérifiabilité et en les liant à la section « Notes et références ».
Lisa Ann Hadley (née le 11 janvier 1970) est une actrice américaine. Elle est surtout connue pour le rôle du Dr Julie Devlin dans le feuilleton télévisé de jour ABC Port Charles , qu'elle a joué de 1997 à 2001. 

## Jeunesse
Hadley est née à Seattle et a grandi à Arlington, Washington ; elle est la plus jeune de quatre enfants. Elle a fréquenté l'Université Pepperdine pour obtenir un BFA en théâtre et a ensuite étudié le théâtre à New York et à Los Angeles. 

## Carrière
Hadley a débuté à la télévision en 1995 avec un spot invité en tant que serveuse dans un épisode de Partners . En 1996, elle incarne l'ex-petite amie de Tom Cruise dans le film Jerry Maguire . Au cours de la saison 1996-1997, elle a eu des rôles récurrents dans Hercules : The Legendary Journeys et dans Melrose Place . En 1997, Hadley était Marie dans le court métrage Cusp . Hadley était le Dr Julie Devlin dans le feuilleton Port Charles .  En 1999, elle est apparue dans le rôle de Taliah dans le film The Lords of Los Angeles et a joué le rôle de Merriam Rusk dans la série télévisée d'anthologie d'horreur anglo-canadienne The Hunger.. Plus tard cette année-là, elle est apparue comme une belle princesse dans une publicité télévisée sur les céréales Honey Nut Cheerios . De 2001 à 2002, Hadley a eu des rôles récurrents dans des émissions de télévision telles que Gilmore Girls , JAG et Pasadena . En 2002, Hadley a eu des rôles dans les films Infested et Dead Above Ground .